# Club Atlètic Roda de Berà
El Club Atlètic Roda de Barà és un club de futbol català del municipi de Roda de Berà, al Tarragonès. Des de la temporada 2024-2025 milita al grup VI de Segona Catalana (8a divisió estatal).

## Història
El club va ser fundat l'any 1971.
Fins a finals dels 80 el club va competir a les divisions regionals catalanes seguint una constant progressió fins a arribar a divisions estatals on s'hi va estar pràcticament una dècada.
L'any 1987, el periodista Luis del Olmo (fill adoptiu del municipi) es convertí en president del club.
Amb ell de president, i Pep Rovira a la banqueta, el club visqué la seva època daurada amb dos ascensos consecutius arribant a jugar a la tercera divisió durant set temporades, entre 1990 i 1997.
La millor temporada de la història del club fou una quarta posició la temporada 1990-1991 a la tercera divisió espanyola, que li donà dret a jugar el play-off d'ascens a Segona B per primer cop a la història del club. L'Atlètic Roda quedà 4t empatat a 46 punts amb el CE Banyoles, i a només 2 punts del Gimnàstic de Tarragona (2n), i a 4 del campió, el CF Balaguer.
A la lligueta del play-off d'ascens, després de les dues primeres jornades, l'Atlètic Roda de Berà marxava líder empatat a punts amb el CD Roldán de Múrcia després d'una importantíssima victòria al camp de l'Atlètic Balears i l'empat a casa contra el SD Sueca valencià. Les dues derrotes contra els murcians suposava dir adéu a totes les possibilitat d'ascens i finalment acabà la lligueta d'ascens en segona posició per darrere del murcians.
La temporada 1991-92 el club juga per primer cop a la seva història una eliminatòria de Copa del Rei, quedant eliminat a la primera ronda contra el Gimnàstic de Tarragona per un global de 1-6 (1-2 i 0-4).
L'equip es mantenia còmode a la Tercera Divisió espanyola en els seus primers anys a la categoria, i la 1995-96 després d'un gran any es quedà a les portes de jugar de nou la fase d'ascens a Segona B al finalitzar cinquè.
La temporada 1996-97 l'equip assoleix la permanència als terrenys de joc però els descensos compensatoris de categories superiors perjudiquen al club del Baix Gaià i baixa administrativament de categoria a la nova Primera Catalana. Seran uns anys difícils amb dos descensos consecutius i la tornada a Primera regional. Però després de l'ascens a Preferent la 2001-02, el club s'estabilitza a Preferent i finalment assoleix un l'ascens a la màxima categoria del futbol català la 2006-07, quedant subcampió de lliga.
En el retorn a Primera Catalana, la temporada 2007-08, l'equip se salva quedant 17è però renuncia a la plaça a Primera Catalana al finalitzar la temporada i baixa 3 divisions fins a Segona Regional.
La 2012-13, en la primera participació en la nova Segona Catalana, l'Atlètic Roda de Berà va jugar per primer cop la Copa Catalunya absoluta arribant a la 5ª ronda eliminatòria on quedà eliminat per l'AE Prat després de perdre a casa per 0-1. Pel camí va eliminar al CD Morell, el CF Vilanova, i el UE Castelldefels de Tercera divisió.
Després d'una dècada a Segona Catalana, el club baixa a tercera. Només durà un any el pas per Tercera Catalana després del descens, i la temporada 23-24 quedà campió del seu grup de Tercera Catalana i assoleix l'ascens de nou a la Segona Catalana de cara a la temporada 24-25.
La temporada 2024-25, amb el nou format on tornen a participar tots els clubs de Catalunya, el club torna a jugar la Copa Catalunya avançant les dues primeres eliminatòries amb solvència i eliminant el CF Vilanova de Lliga Elit a tercera ronda. A quarta ronda elimina al CE L'Hospitalet de Tercera RFEF a la tanda de penals després de l'empat a 2 final al Municipal de Roda de Berà. A cinquena ronda l'equip es creua amb el CE Manresa al que elimina als penals després del 1-1 final.
L'Atlètic Roda de Barà fa història al classificarse per primera vegada per la sisena ronda de la Copa Catalunya. El somni dels rodencs acabaria aquí en ser eliminats al caure 0-2 a casa davant del Lleida Esportiu de Segona RFEF. A la lliga, l'Atlètic Roda acabaria setè després d'estar gran part de la temporada en posicions de play-off d'ascens.

## Trajectòria
Fins a la temporada 2024/25, el club ha militat 7 temporades a la Tercera Divisió, 2 a Primera Catalana, 18 a Segona Catalana/Regional Preferent Catalana i 3 a Tercera Catalana. La resta va militar a les extintes 1ª, 2ª i 3ª Regionals/Territorials, format que va canviar la 2010/2011.
- 1973-1974: Tercera Regional 3.º
- 1974-1975: Tercera Regional 3.º
- 1975-1976: Tercera Regional 5.º
- 1976-1977: Tercera Regional 4.º
- 1977-1978: Tercera Regional 1.º  (Ascens)
- 1978-1979: Segona Regional 20.º  (Descens)
- 1979-1980: Tercera Regional 3.º
- 1980-1981: Tercera Regional 1.º  (Ascens)
- 1981-1982: Segona Regional 8.º
- 1982-1983: Segona Regional 9.º
- 1983-1984: Segona Regional 4.º  (Ascens)
- 1984-1985: Primera Regional 3.º
- 1985-1986: Primera Regional 8.º
- 1986-1987: Primera Regional 13.º
- 1987-1988: Primera Regional 11.º
- 1988-1989: Primera Regional 1.º  (Ascens)
- 1989-1990: Preferent Catalana 2.º  (Ascens)
- 1990-1991: 3a Divisió 4.º  '(2n classificat lligueta play-off d'ascens a Segona B)'
- 1991-1992: 3a Divisió 14.º
- 1992-1993: 3a Divisió 12.º
- 1993-1994: 3a Divisió 16.º
- 1994-1995: 3a Divisió 9.º
- 1995-1996: 3a Divisió 5.º
- 1996-1997: 3a Divisió 17.º  (Descens compensatori)
- 1997-1998: Primera Catalana 19.º  (Descens)
- 1998-1999: Preferent Catalana 17.º  (Descens)
- 1999-2000: Primera Regional 7.º
- 2000-2001: Primera Regional 6.º
- 2001-2002: Primera Regional 1.º  (Ascens)
- 2002-2003: Preferent Catalana 9.º
- 2003-2004: Preferent Catalana 8.º
- 2004-2005: Preferent Catalana 10.º
- 2005-2006: Preferent Catalana 13.º
- 2006-2007: Preferent Catalana 2.º  (Ascens)
- 2007-2008: Primera Catalana 17.º  (Renúncia - Descens 3 categories)
- 2008-2009: Segona Regional 2.º
- 2009-2010: Segona Regional 3.º
- 2010-2011: Segona Regional 2.º
- 2011-2012: Tercera Catalana (G3) 1.º  (Ascens)
- 2012-2013: Segona Catalana (G6) 12.º
- 2013-2014: Segona Catalana (G6) 13.º
- 2014-2015: Segona Catalana (G6) 7.º
- 2015-2016: Segona Catalana (G6) 8.º
- 2016-2017: Segona Catalana (G6) 14.º
- 2017-2018: Segona Catalana (G6) 15.º  (Descens)
- 2018-2019: Tercera Catalana (G3) 1.º  (Ascens)
- 2019-2020: Segona Catalana (G6) 14.º
- 2020-2021: Segona Catalana (G6)  No es va jugar per Covid
- 2021-2022: Segona Catalana (G8) 5.º
- 2022-2023: Segona Catalana (G8) 8.º  (Descens)
- 2023-2024: Tercera Catalana (G17) 1.º  (Ascens)
- 2024-2025: Segona Catalana (G6) 7.º

## Palmarés
- Campió de Primera Regional:  Grup VI 1988/89, Grup VI 2001-2002
- Campió de Tercera Catalana:  Grup III 2011/12,  Grup III 2018/19,  Grup XVII 2023/24
- Campió de Tercera Regional:  Grup XXI 1977/78
- Ascens a Tercera Divisió: 1989/90

## Participacions rellevants
- Fase d'Ascens a Segona B: 1990-91 | 2n lligueta d'ascens
- Copa del Rei: 1991-92 | 1ª Ronda
- Copa Catalunya: 2012-13 | 5ª Ronda
- Copa Catalunya: 2024-25 | 6ª Ronda

## Evolució de l'uniforme
| 1971-2008 | 2009-2025 |